# Лав I (византијски цар)
Лав I (лат. Caesar Flavius Valerius Leo Augustus; 401—474), био је цар Византије од 457. до 474. Познат је и под именом Лав Трачанин. Био је последњи у серији царева, које је Алан Аспар, главни командант армије, поставио на трон. Крунисање цара Лава 7. фебруара 457. године било је прво познато крунисање, које је извео патријарх Константинопоља.

Лав I је направио савез са Исавријанцима, да би елиминисао Аспара, који је са Остроготима држао превише власти у царству. Цена савезништва са Исавријанцима је било венчање његове кћерке са Тарасикодисом, вођом Исавријанаца, који је као Зенон постао цар 474. Због јако много варвара у војсци, овладали су јаки антигермански осећаји у царству, па 471. године цар Лав то користи да се реши Аспара и убија га. 
Током владања цара Лава, Балканом су харали Западни Готи и Хуни. Ипак ти варвари нису успевали да заузму Константинопољ због зидина, које су поново изграђене и учвршћене у доба цара Теодосија II, а и због недостатака одговарајућих опсадних справа.
Његова владавина је имала утицај на Западно римско царство. Поставио је Антемија 467. године за цара Западног римског царства. Покушао је да прегази Вандале 468. године, али та експедиција је завршила поразом због издаје и некомпетентности Василиска. Тај пораз је исцрпио царство и губитком људства и финансијски.
Допринос цара Лава историји Запада је био ненамеран. Теодорик Велики је образован и обучаван на двору цара Лава. Ту је научио војну тактику и начин владања царством, што му је послужило кад је после смрти цара Лава постао краљ Острогота. Цар Лав је такође издао Лавов законик.
Умро је од дизентерије 18. јануара 474. године. Наследио га је унук Лав II, Зенонов син.